# Ganhac
Ganhac (en francès Gagnac-sur-Cère) és un municipi francès situat al departament de l'Òlt i a la regió d'Occitània.

## Demografia
| 1962                                       | 1968 | 1975 | 1982 | 1990 | 1999 | 2007 |
| ------------------------------------------ | ---- | ---- | ---- | ---- | ---- | ---- |
| 649                                        | 654  | 643  | 664  | 611  | 663  | 721  |
| Des de 1962: població sense dobles comptes |      |      |      |      |      |      |

## Administració
| Període   | Identitat         | Partit |
| --------- | ----------------- | ------ |
| 2001-2008 | Jacqueline Terrou |        |
| 2008-     | Danièle Vallin    |        |